# Acer pentapotamicum
Acer pentapotamicum é uma espécie de árvore do gênero Acer, pertencente à família Aceraceae.